# Riitta Myller
Riitta Myller (ur. 12 lipca 1956 w Joensuu) – fińska polityk i dziennikarka, deputowana krajowa, w latach 1995–2009 posłanka do Parlamentu Europejskiego.

## Życiorys
Z wykształcenia socjolog, ukończyła studia na Uniwersytecie w Tampere. Od 1980 do 1995 była radną swojej rodzinnej miejscowości. W latach 1983–1987 jako freelancer pracowała dla Yleisradio. Następnie do 1994 zasiadała w Eduskuncie z ramienia Socjaldemokratycznej Partii Finlandii.
W 1995 uzyskała mandat posłanki do Parlamentu Europejskiego. Była później wybierana w wyborach powszechnych kolejno w 1996, 1999 i 2004. Zasiadała w grupie Partii Europejskich Socjalistów w latach 1997–2004 jako jej wiceprzewodnicząca), pracowała m.in. w Komisji Ochrony Środowiska Naturalnego, Zdrowia Publicznego i Bezpieczeństwa Żywności. W PE zasiadała do 2009. W tym samym roku została przewodniczącą rady miejskiej w Joensuu, a w 2011 po szesnastu latach przerwy powróciła do Eduskunty, utrzymując mandat również w 2015.